# Milber
Milber är en ort i civil parish Newton Abbot, i distriktet Teignbridge, i grevskapet Devon, i England. Milber var en civil parish 1901–1974 när blev den en del av Newton Abbot. Civil parish hade 2 260 invånare år 1951.